# Le foreste del silenzio
Le foreste del silenzio è un romanzo di Jennifer Rowe, che la scrittrice ha firmato con il suo pseudonimo Emily Rodda. Questo romanzo è il primo della serie Il magico mondo di Deltora, la prima serie ambientata nel regno di Deltora. Il libro è stato adattato nei primi tre episodi della serie animata Deltora Quest.

## Trama

### Prima parte
Endon, principe di Deltora, si ritrova una notte orfano del padre e con la carica di re di Deltora. Jarred, amico d'infanzia di Endon, si informa sulla storia del regno di Deltora, specialmente nella storia della cintura di Deltora, potente oggetto magico forgiato dal primo re di Deltora per contrastare il perifido Signore dell'Ombra. All'inizio i re e le regine di Deltora indossavano sempre la Cintura, ma man mano che i re cambiavano, la Cintura veniva messa sempre di meno dai nuovi re. Jarred cerca di convincere Endon a indossare di più la Cintura in modo da prevenire qualunque attacco del Nemico, ma Prandius, il primo consigliere del re, fa passare Jarred per un traditore e questi si vede costretto a fuggire dal palazzo. Nella città viene accolto da un fabbro e dalla sua nipote. Quando il fabbro muore, Jarred si sposa con la ragazza e continua il lavoro di fabbro. Purtroppo un giorno Deltora viene invasa dal Signore dell'Ombra che distrugge la Cintura. Jarred intanto aiuta Endon e sua moglie a fuggire dal palazzo, ma prima scoprono che in realtà Prandius era una spia dell'Ombra e lo uccidono, mentre il Signore dell'Ombra riesce a conquistare Deltora.

### Seconda parte
Lief, figlio di Jarred il fabbro, il giorno in cui compie sedici anni viene a sapere di tutta la storia che ha preceduto l'invasione di Deltora da suo padre che gli affida una missione: ritrovare le sette pietre che un tempo componevano la Cintura di Deltora, in modo da sconfiggere il Signore dell'Ombra. Assieme a lui partirà anche Barda, un vagabondo, ex-guardia di palazzo. Così inizia il loro viaggio pieno di pericoli. Durante il loro viaggio incontrano Jasmine, una ragazza orfana per colpa delle Guardie Grigie (soldati del Signore dell'Ombra) che li salverà da morte certa e che li aiuterà a trovare la prima gemma, il topazio, custodita nelle Foreste del Silenzio (uno dei luoghi più pericolosi del regno), da Gorl, un cavaliere che custodisce anche i mistici Gigli della Vita.

## Edizioni
- Emily Rodda, Le foreste del silenzio, traduzione di Giancarlo Carlotti, Edizioni Piemme, 2001,  p. 155, ISBN 88-384-6851-6.